# Allison Mayfield
Allison Mayfield (Kansas City, 3 ottobre 1989) è una pallavolista e allenatrice di pallavolo statunitense, schiacciatrice delle Vegas Thrill.

## Carriera

### Giocatrice

#### Club
La carriera di Allison Mayfield inizia nei tornei scolastici del Kansas, giocando per la St. Thomas Aquinas HS; dopo il diploma entra a far parte della squadra di pallavolo femminile della Kansas, giocando la NCAA Division I dal 2008 al 2011.
Nella stagione 2012-13 firma il suo primo contratto professionistico in Francia, ingaggiata dal Clamart, club impegnato nella terza divisione del campionato francese col quale centra la promozione in serie cadetta. Dopo un'annata di inattività, nel campionato 2014-15 si accasa in Svizzera al Düdingen, in Lega Nazionale A, mentre nel campionato seguente si trasferisce in Finlandia per difendere i colori del Kangasala, nella Lentopallon Mestaruusliiga, dove milita anche nella stagione 2016-17, ma giocando per l'HPK Naiset.
Nel campionato 2017-18 emigra in Perù, partecipando alla Liga Nacional Superior de Voleibol col San Martín, mentre nel campionato seguente approda nella Volley League greca con l'Olympiakos, che lascia dopo qualche mese, terminando l'annata nella Nemzeti Bajnokság I ungherese con il Nyíregyháza.
Nella stagione 2019-20 torna a difendere i colori del San Martín, dove chiude la sua carriera. Torna in campo quattro anni dopo, disputando la Pro Volleyball Federation 2024 con le Omaha Supernovas, vincendo il titolo nazionale. È poi di scena nella quarta edizione dell'Athletes Unlimited, prima di partecipare alla Pro Volleyball Federation 2025 con le Vegas Thrill.

### Allenatrice
Inizia la sua carriera da allenatrice facendo l'assistente allenatrice volontaria alla Texas A&M durante il torneo NCAA Division I 2020 (giocato nel 2021 a causa della pandemia di COVID-19 negli Stati Uniti d'America). In seguito approda alla Appalachian State, dove fa da assistente per un'annata, prima di essere ingaggiata per il medesimo ruolo dalla South Dakota State nel 2022.

## Palmarès

### Club
- PVF: 1

2024